# Ranohira
Ranohira je mesto in občina na Madagaskarju. Spada v okrožje Ihosy, ki je del regije Ihorombe. Občina je imela leta 2018 16.041 prebivalcev. Najbližji mesti sta Ilakaka na 26 km in Ihosy na 93 km razdalji.

## Geografija
Ranohira je ob nacionalni cesti št. 7 od Tuléarja do Fianarantsoe na jugozahodu Madagaskarja. Ta cesta poteka mimo središča mesta. Ranohira ima bolnišnico in več hotelov. V mestu je majhen supermarket in številne trgovine. V mestu sta na voljo osnovno in srednješolsko izobraževanje. Ena najbolj znanih šol je Collège Notre Dame de l'Isalo.
Mesto Ranohira je dobilo ime po legendi, kjer so lemurji Catta ali Makis ('Hira' v lokalnem jeziku Bara) odkrili pitno vodo ('Rano' v malgaščini) v izviru blizu vasi, ki ga je uporabljal samo kralj Bara. Kralj je nato svoji vasi dal ime Ranohira, kar pomeni 'voda Makis'.

## Gospodarstvo
Ranohira je tudi kraj industrijskega rudarjenja. Večina 85 % prebivalcev občine je kmetov, dodatnih 10 % pa se preživlja z živinorejo. Najpomembnejši pridelek je riž, drugi pomembni proizvodi pa so arašidi (Arachis hypogaea) in manioka. Storitve zagotavljajo zaposlitev za 5 % prebivalstva.

## Znamenitosti
Nasproti mestne hiše (Mairie) si lahko ogledate športno igrišče s tribuno in različnimi spomeniki. L'Eglise de Notre Dame de l'Isalo je sodobna osmerokotna katoliška cerkev. Ranohira je najbližje mesto narodnemu parku Isalo.

## Galerija
- Državna cesta št. 7
- Katoliška cerkev
- Katoliška cerkev
- Glavna ulica
- Glavna ulica
- Bolnišnica
- Collège Notre Dame de l'Isalo
- Športno igrišče in spomeniki